# 雷娜特·诺伊
雷娜特·诺伊（德語：Renate Neu，20世纪—），德国女子赛艇运动员。她曾代表东德参加世界赛艇锦标赛，获得一枚金牌和一枚银牌，均来自女子八人单桨有舵手项目。